# إدوين ر. هولمز
إدوين ر. هولمز (بالإنجليزية: Edwin R. Holmes)‏ هو محامي وقاضي أمريكي، ولد في 1 أكتوبر 1878 في صيدا في الولايات المتحدة، وتوفي في 10 ديسمبر 1961.